# Hypocnemis
Hypocnemis (orpheusmiervogels) is een geslacht van vogels uit de familie Thamnophilidae (miervogels). Het geslacht telt acht soorten.

## Soorten
De volgende soorten zijn bij het geslacht ingedeeld:
- Hypocnemis cantator  –  Guyanaorpheusmierkruiper
- Hypocnemis flavescens  –  Imeriorpheusmierkruiper
- Hypocnemis hypoxantha  –  Geelbrauwmierkruiper
- Hypocnemis ochrogyna  –  Rondoniaorpheusmierkruiper
- Hypocnemis peruviana  –  Peruaanse orpheusmierkruiper
- Hypocnemis rondoni  –  Manicoréorpheusmierkruiper
- Hypocnemis striata  –  Spix' orpheusmierkruiper
- Hypocnemis subflava  –  Geelborstorpheusmierkruiper